# Hortus Botanicus Leiden
El Hortus Botanicus de Leiden, también conocido como Jardín Botánico de la Universidad de Leiden (en neerlandés: Hortus Botanicus Leiden), es el jardín botánico más antiguo de los Países Bajos, y uno de los más antiguos del mundo. 
Se encuentra en el sudoeste de la parte histórica de la ciudad, entre el edificio de la Academia y el Observatorio de Leiden. Está administrado por la Universidad de Leiden. Este jardín botánico alberga la Stichting Nationale Plantencollectie (Fundación Colección de Plantas Nacional) en el Museumvereniging. El "Nationaal Herbarium Nederland".
Forma parte como miembro del BGCI, y su código de reconocimiento internacional como institución botánica, así como las siglas de su herbario es L.

## Localización
Hortus Botanicus Leiden, De Oude Sterrewacht, Leiden, Zuid-Holland Netherlands-Holanda.
Planos y vistas satelitales.52°9′22″N 4°29′3″E / 52.15611, 4.48417

## Historia
En 1587 en la entonces aún nueva Universidad de Leiden se pidió permiso al burgomaestre de Leiden para establecer un hortus academicus detrás del edificio de la Academia, para el beneficio de los estudiantes de Medicina. El permiso les fue otorgado en 1590, y como prefecto al frente del jardín se designó al conocido botánico Carolus Clusius (1526-1609), quien llegó a Leiden en 1593. 
Los conocimientos de Clusius, así como sus contactos internacionales, le permitieron hacer una extensa colección de plantas. "Clusius" también le exigió a la Compañía Holandesa de las Indias Orientales (VOC) que recolectaran plantas vivas y especímenes de plantas secos. El jardín en un principio era pequeño (unos 35 por 40 m), pero contenía más de 1000 plantas diferentes.

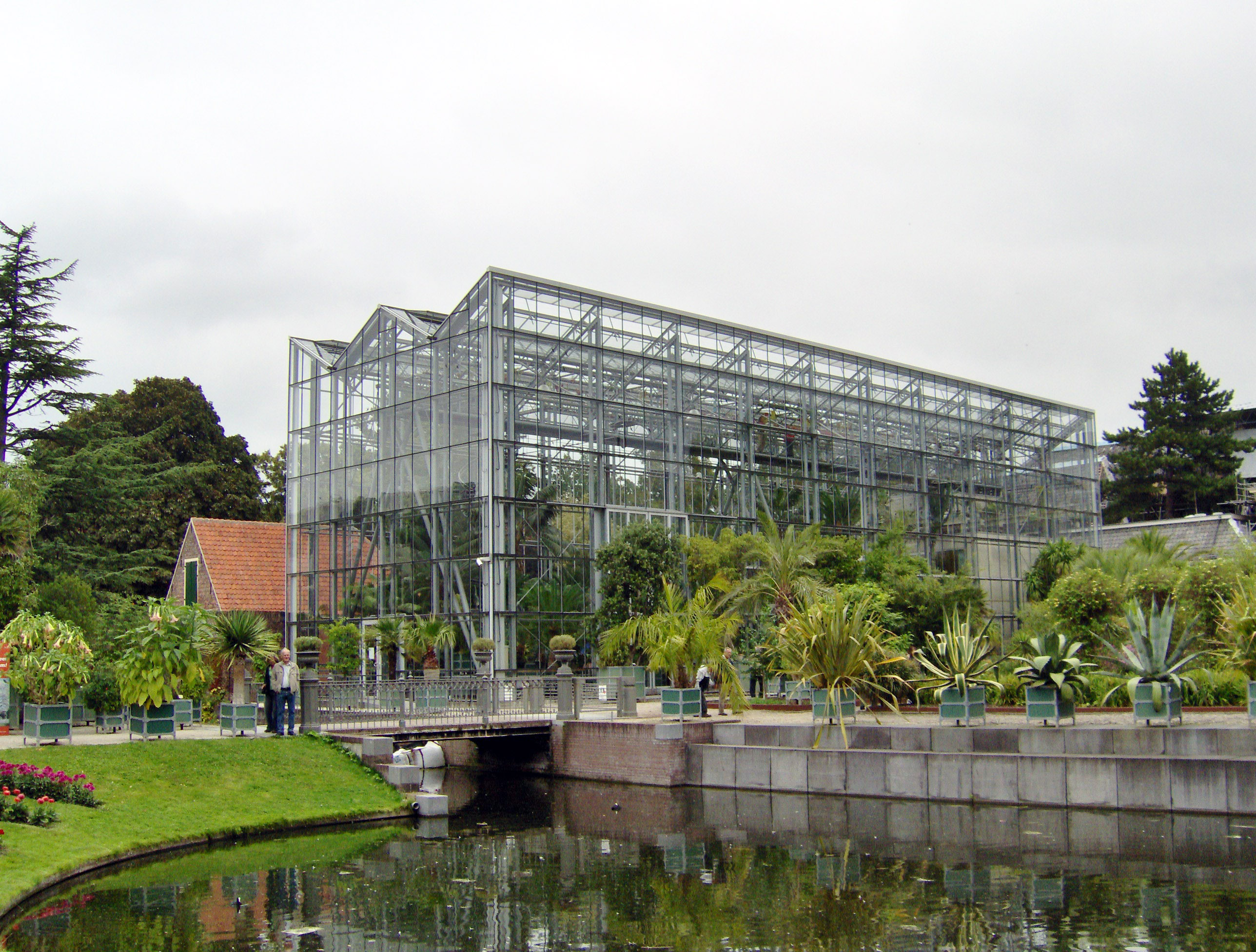
Invernadero en el Hortus Botanicus Leiden.

Las recolecciones de plantas de las zonas tropicales (de las Indias Occidentales) y subtropicales (de la colonia de El Cabo), continuaron bajo las direcciones de los sucesores de Clusius. Especialmente con Herman Boerhaave (1668-1738, prefecto de 1709-1730), contribuyendo grandemente a la fama del Hortus con sus esfuerzos en conseguir nuevas plantas y especímenes, y con sus publicaciones, tales como un catálogo de plantas que se podían encontrar en el Hortus.
Otra de las mayores contribuciones a las colecciones fue hecha por Philipp Franz von Siebold, un médico alemán que estaba empleado en Deshima (Japón) por la VOC desde 1823 hasta su expulsión del Japón en 1829. Durante ese periodo recolectó numerosas plantas secas y vivas de todo el Japón (además de animales, objetos etnográficos, mapas, etc.), y los envió a Leiden.
El primer invernadero construido en el Hortus en la segunda mitad del siglo XVII, la monumental Orangerie se construyó entre 1740 y 1744. De lo planeado inicialmente el Hortus se fue expandiendo progresivamente hasta 1817. En 1857 una parte se utilizó para edificar el nuevo Observatorio de Leiden.
El parque en sí mismo es un oasis en el interior de la ciudad antigua, con numerosos árboles y plantas de interés. En 1990 se abrió un Jardín japonés en honor de Von Siebold.

## Colecciones

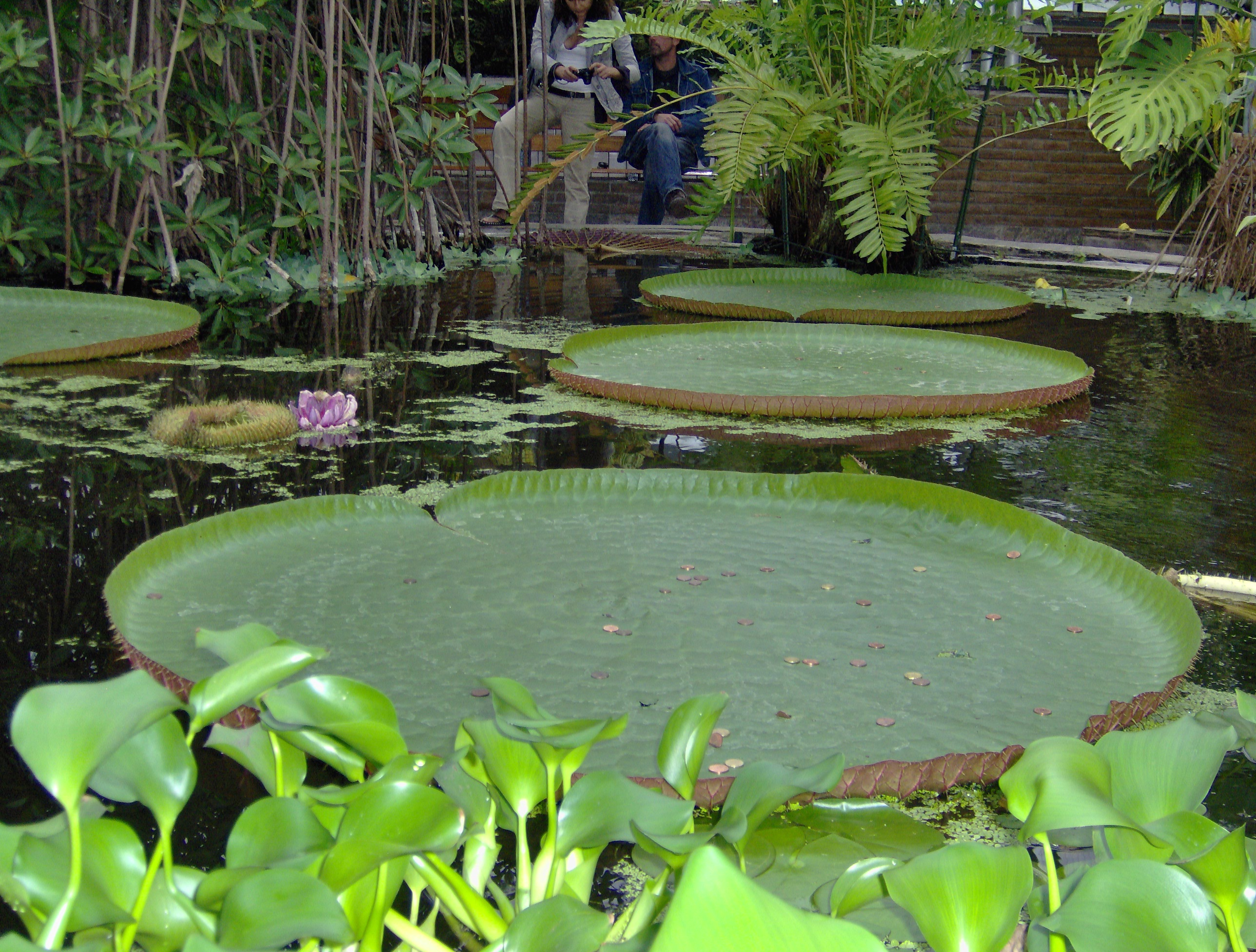
Victoria amazonica en el Hortus Botanicus Leiden.

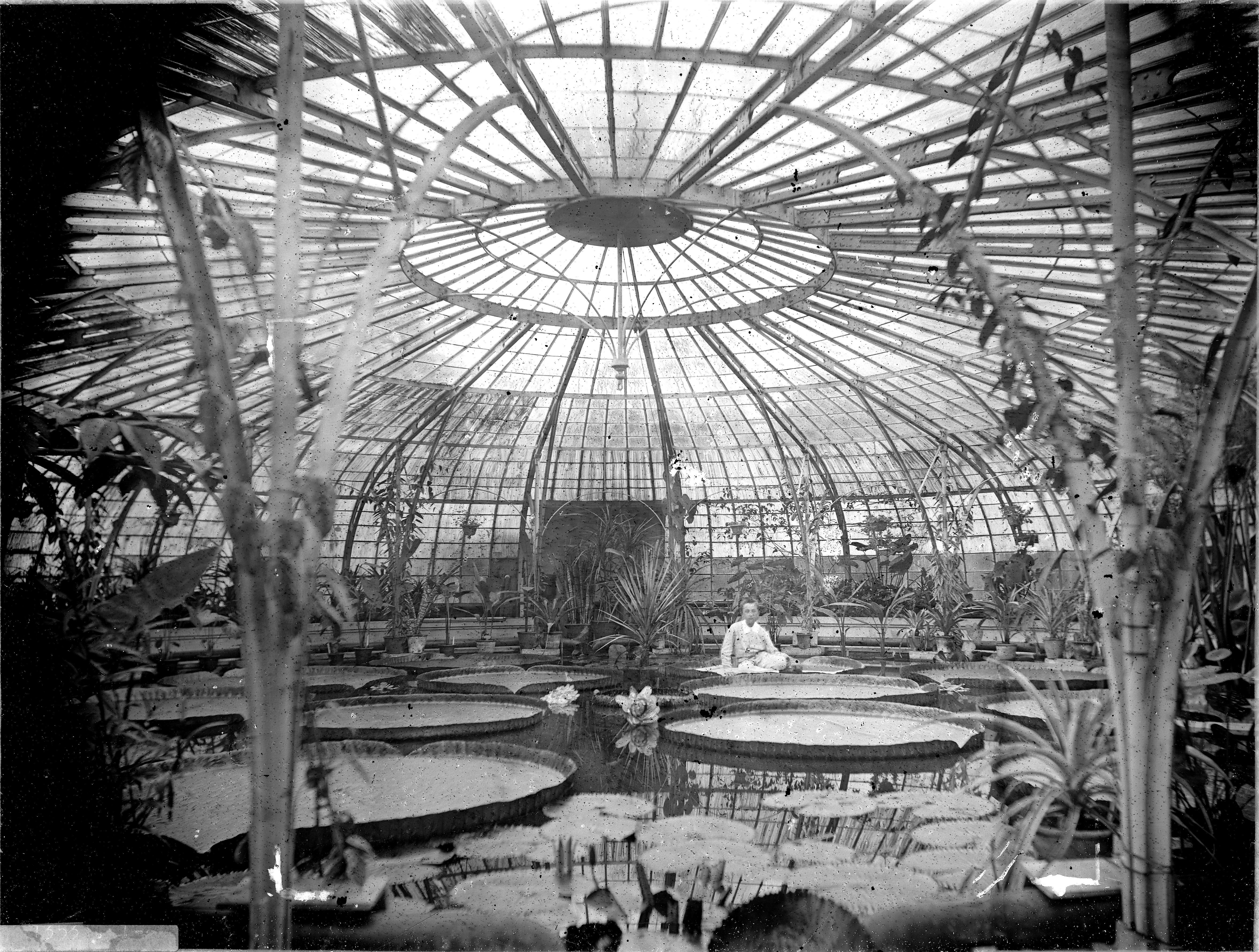

Desde una perspectiva histórica, son dignos de mencionar el cadena dorada (Laburnum anagyroides), plantado en 1601, el Tulípero (Liriodendron tulipifera) en el 1682 y el ginkgo (Ginkgo biloba) del 1785. 
Los invernaderos con Victoria amazonica y otras plantas tropicales, y la gran colección de plantas subtropicales en la recientemente remozada Orangerie y los nuevos jardines de invierno atraen gran cantidad de visitantes. 
El "Jardín Clusius" es una recreación del año 1931 (fue remozado en 1990) de los jardines originales de Clusius, basado en una lista de plantas de las que tenía a finales del siglo XVI. 
Desde un punto de vista científico, el Hortus de Leiden es conocido por sus colecciones de Araceae asiáticas (entre las que se encuentra Amorphophallus titanum), Hoya, Dischidia, orquídeas asiáticas y helechos.

## Colecciones Nacionales
El Hortus botanicus Leiden alberga varias de las "Nationale Plantencollecties" colecciones nacionales de plantas:
- Helechos tropicales
- Cycadales
- Orquídeas tropicales
- Araceae tropicales
- Hoya
- Dischidia
- Conophytum
- Nepenthes